# Kazimierz Michalik (1912–1996)
Kazimierz Michalik (ur. 15 lutego 1912 w Garwolinie, zm. 24 lipca 1996 w Warszawie) – polski geodeta.

## Życiorys
W 1931 ukończył naukę w Państwowej Szkole Mierniczej w Warszawie i rozpoczął pracę mierniczego, był członkiem Związku Mierniczych Przysięgłych Rzeczypospolitej Polskiej.
Podczas II wojny światowej był biegłym w garwolińskim Sądzie Grodzkim.
Po wyzwoleniu podjął pracę w urzędzie pełnomocnika PKWN ds. reformy rolnej, rok później awansował na podkomisarza ziemskiego w garwolińskim Urzędzie Ziemskim. Od 1946 działał Związku Mierniczych Rzeczypospolitej Polskiej, a następnie w Stowarzyszeniu Geodetów Polskich. W 1949 przeprowadził się do Warszawy i znalazł zatrudnienie w Warszawskim Okręgowym Przedsiębiorstwie Geodezyjnym. W 1959 stanął przed komisją weryfikacyjną na Politechnice Warszawskiej i otrzymał tytuł inżyniera, równocześnie zaczął pracę w Warszawskim Przedsiębiorstwie Geodezyjnym, gdzie pracował do przejścia na emeryturę w 1978.
Od 1962 był sekretarzem Stowarzyszenia Geodetów Polskich, a od 1980 do 1992 pełnił funkcję wiceprzewodniczącego. W uznaniu zasług dla rozwoju polskiej geodezji oraz zaangażowanie w działalność Stowarzyszenia w 1986 Kazimierz Michalik otrzymał tytuł Członka Honorowego Stowarzyszenia Geodetów Polskich, ponadto odznaczony został Krzyżem Kawalerskim Orderu Odrodzenia Polski i innymi wyróżnieniami i odznaczeniami państwowymi.

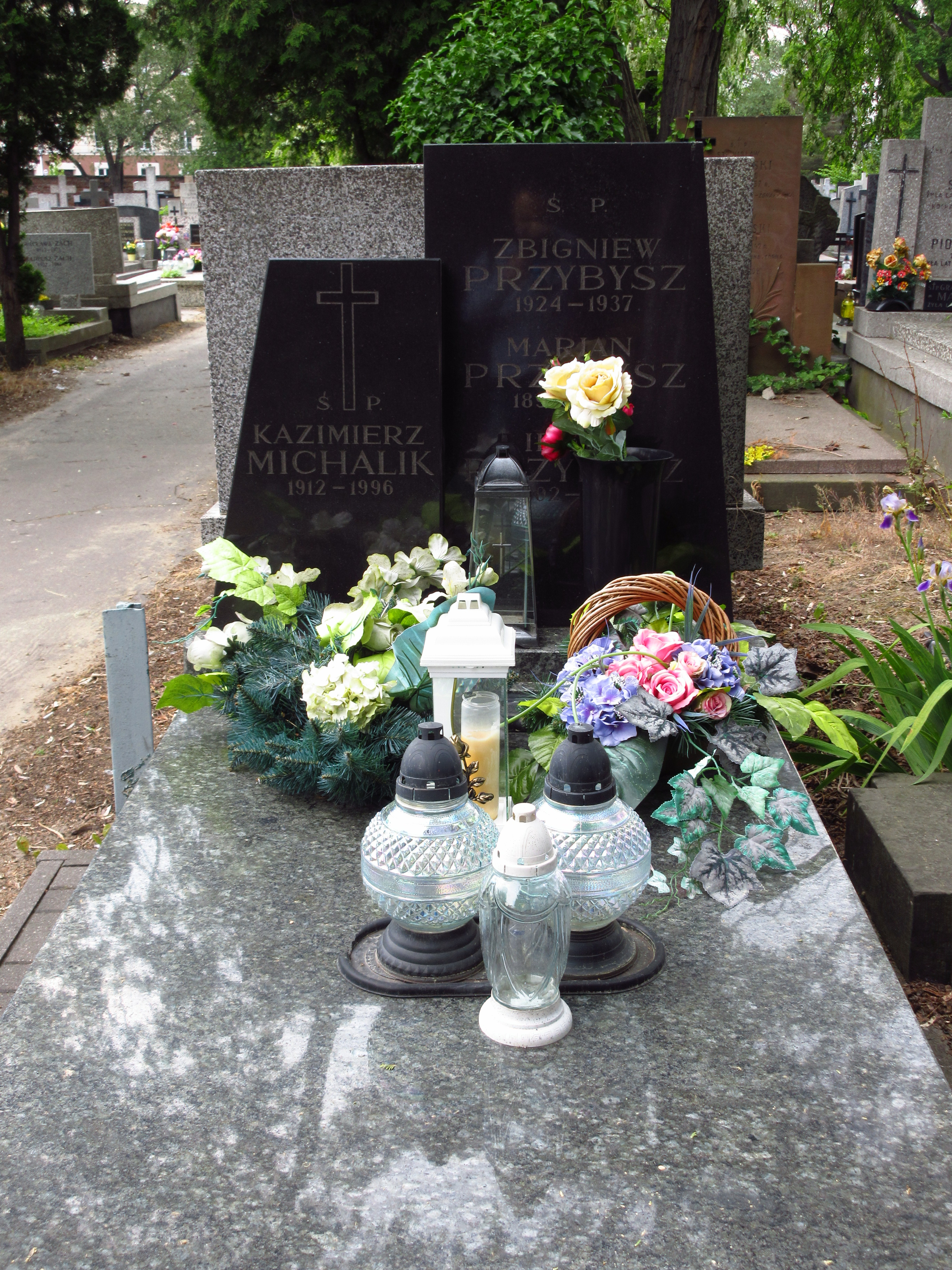
Grób Kazimierza Michalika na cmentarzu Bródnowskim w Warszawie

Zmarł w Warszawie, pochowany 30 lipca 1996 na cmentarzu Bródnowskim (kwatera 85C-1-31).